# Сан-Джулиано-Терме

Расположение коммуны Сан-Джулиано-Терме в провинции Пиза

Сан-Джулиано-Терме (итал. San Giuliano Terme) — коммуна в Италии, располагается в области Тоскана, в провинции Пиза.
Население составляет  31 195 человек (31-12-2018), плотность населения составляет 339,93 чел./км². Занимает площадь 91,77 км². Почтовый индекс — 56017. Телефонный код — 050.
Покровителем коммуны почитается святой апостол Варфоломей, празднование 24 августа.

## Демография
Динамика населения:

## Администрация коммуны
- Официальный сайт: http://www.comune.sangiulianoterme.pisa.it/

## Примечание
1. ↑  Statistiche demografiche ISTAT. demo.istat.it. Дата обращения: 4 декабря 2019. Архивировано 3 июля 2019 года.